# Werner Hoeger
Werner Walter Karl Hoeger (auch Werner Höger; * 15. Dezember 1953 in Mérida, Venezuela) ist ein venezolanischer Rodler und emeritierter Professor für Kinesiologie an der Boise State University.

## Leben
Im Alter von 16 Jahren zog Hoeger, dessen Mutter aus Österreich und Vater aus Deutschland stammen, in die Vereinigten Staaten. Dennoch wurde er zwischen 1970 und 1975 sechs Mal in Folge venezolanischer Mehrkampfmeister im Turnen und gewann zudem 34 von 36 möglichen Titeln bei den Einzelwettkämpfen. An Olympischen Sommerspielen konnte er allerdings nicht teilnehmen, da sich die venezolanische Turnmannschaft nicht qualifizierte. Nach den Olympischen Winterspielen 1998 begann Hoeger mit dem Rodeln. Trainiert wurde er vom Österreicher Günther Lemmerer, der selbst schon Weltcupsieger im Doppelsitzer wurde. Mit 48 Jahren nahm er erstmals an Olympischen Winterspielen teil, bei den Spielen von 2002 in Salt Lake City. Er beendete den Wettbewerb als 40. Sein Sohn Chris nahm an diesen Spielen ebenfalls teil und schloss den Wettbewerb im Rennrodeln als 31. ab.
Auch bei den Olympischen Winterspielen 2006 in Turin nahm Werner Hoeger im Rennrodeln teil und belegte den 32. Platz. 

## Schriften
- Lifetime Physical Fitness and Wellness. 20. Auflage. BrooksCole, 2011, ISBN 978-1-111-99003-9.